# Myriam Ben
Myriam Ben (10 tháng 10 năm 1928 – 2001) là một nhà hoạt động, một nữ chiến sĩ, tiểu thuyết gia, nhà thơ và họa sĩ người Algérie. Cha bà là một người cộng sản đã phục vụ trong quân đội Pháp trong cuộc Cách mạng tháng Mười, và mẹ bà là một nhạc sĩ. Bà được nuôi dưỡng trong một gia đình không theo tôn giáo. Vào năm 7 tuổi, bà nhận ra rằng, gia đình mình là người Do Thái. Năm 1940, chính phủ Vichy đã thu hồi Nghị định Crémieux từ thế kỷ 19, đồng nghĩa với việc tước quyền công dân của người Do Thái gốc Algeria, do đó dẫn đến việc Ben bị đuổi khỏi trường trung học mà bà đang học tại đó (lycée: giai đoạn cuối cùng của giáo dục trung học mà Ben theo học, trong hệ thống giáo dục Pháp). Bà đã có một thời gian ngắn theo học tại một trường Do Thái, nhưng đã phải hoàn thành việc học ngay tại nhà do sự phản đối của cha bà đối với chủ nghĩa Zion.

## Công bằng trong chính trị - xã hội
Ngay cả khi còn trẻ, Ben đã tích cực trong sự nghiệp vì công bằng xã hội, đặc biệt là chống lại nạn nghèo đói của người dân số bản xứ ở Algeria. Năm 14 tuổi, bà trở thành chủ tịch của hội Người cộng sản Trẻ. Bà cũng hoạt động trong Hội Phụ nữ và thông qua sự tài trợ của tổ chức đã trở thành một giáo viên tại thị trấn Miliana. Bà và các giáo viên đồng nghiệp của mình đã hướng dẫn các học sinh, chủ yếu là người Hồi giáo và nghèo khó, nâng cao ý thức về chính trị của họ.
Ben ủng hộ Mặt trận Giải phóng Dân tộc chống Pháp ngay từ đầu cuộc Chiến tranh Algeria, và gia nhập nhóm du kích Combattants de la Libération, nơi bà giúp họ vận chuyển vũ khí. Chính phủ Pháp coi bà là tội phạm và đã kết án 20 năm lao động khổ sai, tuy nhiên bà không bị giam giữ và được tha bổng chỉ vài năm sau. Khi chiến tranh kết thúc vào năm 1962, Ben trở thành thành viên của chính phủ Algeria độc lập.

## Tại Pháp
Năm 1991, khi Algeria bước vào thời kỳ nội chiến, Ben chuyển đến Pháp. Cô tiếp tục công việc viết lách và vẽ vời cho đến khi mất vào năm 2001.